# Ostfriesischer Korngenever
Ostfriesischer Korngenever ist ein ausschließlich in Ostfriesland hergestellter Genever.

## Bestandteile
Der ostfriesische Korngenever wird aus Korndestillat bzw. Kornfeindestillat, „Malzwein“ (niederländisch Moutwijn; mindestens 1,5 % bezogen auf den reinen Alkoholgehalt des Fertigerzeugnisses) und Wacholderbeeren hergestellt. Je nach Hersteller werden weitere Zusätze zugefügt, z. B. Koriander, Kümmel oder Rosmarin. Gegebenenfalls kommen auch weitere natürliche Aromastoffe und Aromaextrakte zum Einsatz. Zur Herabsetzung des Alkoholgehalts auf Trinkstärke wird das Destillat mit Wasser verdünnt.

## Geschmack
Der Geschmack des ostfriesischen Korngenevers wird als weich, harmonisch, dezent bis kräftig nach Wacholder, gegebenenfalls leicht nach weiteren Kräutern oder Gewürzen beschrieben.